# Xestia borealis
Xestia borealis là một loài bướm đêm trong họ Noctuidae.